# Hàng không năm 1912
Đây là danh sách các sự kiện hàng không nổi bật xảy ra trong năm 1912:

## Các sự kiện
- Máy bay hoàn toàn bằng kim loại đầu tiên bay, phi cơ một tầng cánh Tubavion được chế tạo bởi Ponche và Maurice Primard ở Pháp.
- Không quân Bulgaria được thành lập, sử dụng máy bay Blériot, Albatros, Farman, Nieuport, Voisin, Somer, Skiorski và Bristol (23 chiếc trong tổng số) để chiến đấu trong Chiến tranh Balkan.

### Tháng 1
- J10 tháng 1 - Đại úy hải quân Charles Samson bay trên một chiếc Short S.38 từ boong tàu HMS Africa thả neo ở Sông Medway, Anh, trở thành phi công hải quân Anh đầu tiên.

### Tháng 2
- 22 tháng 2 - Jules Vedrines trở thành phi công đầu tiên vượt qua vận tốc 100 dặm/giờ (161 km/h). Anh ta thực hiện chuyến bay trên một chiếc máy bay một tầng cánh tên là Société Pour L'Aviation et ses Dérivés ở gần Pau, France.
- Anthony Fokker thành lập Fokker Aeroplanbau ở Đức, tiền thân của Công ty máy bay Fokker.

### Tháng 3
- 1 tháng 3 - Albert Berry thực hiện cuộc nhảy dù đầu tiên từ một máy bay ở St. Louis, Missouri.

### Tháng 4
- 16 tháng 4 - Harriet Quimby trở thành người phụ nữ đầu tiên bay qua Kênh đào Anh.
- 22 tháng 4 - Một người Anh tên là Denys Corbett Wilson đã bay trên một chiếc máy bay từ Anh đến Ireland.

### Tháng 5
- 9 tháng 5 - Đại úy Charles Samson trở thành người đầu tiên cất cánh từ một boong tàu đang chuyển động. Anh ta dùng máy bay Short S.38 trên boong tàu HMS Hibernia ở Vịnh Weymouth.
- 13 tháng 5 - Vua George V của Vương quốc Anh phê chuẩn sự hình thành Quân đoàn bay Hoàng gia (RFC).

### Tháng 6
- Công ty Hàng không Sopwith được thành lập
- 1 tháng 6 - Chiếc máy bay đầu tiên bay ở Na Uy được thực hiện bởi Hans Dons trên một chiếc Etrich Taube.
- 2 tháng 6 - Súng máy Lewis được thử nghiệm trên một chiếc máy bay bởi Quân đội Hoa Kỳ. Kết quả rất khả quan, và vũ khí này trở thành vũ khí tiêu chuẩn trên rất nhiều máy bay chiến đấu trong suốt Chiến tranh thế giới I.
- 19 tháng 6 - Trường bay trung tâm của RFC được mở tại Upavon, Wiltshire.
- 27 tháng 6 - Sau những thành công khi sử dụng máy bay chống lại người Thổ Nhĩ Kỳ ở Bắc Phi, Ý đã thành lập một đơn vị không quân chuyên dụng là Tiểu đoàn Không quân (Battagliore Aviatori).

### Tháng 7
- 1 tháng 7 - Harriet Quimby, người phụ nữ đầu tiên được cấp phép làm phi công ở Mỹ, đã thực hiện bay biểu diễn xung quanh Boston Light. Trong khi bay, chiếc máy bay Berliot của cô đã gặp tại nạn và mũi máy bay lao xuống, máy bay lao thẳng xuống đã giết chết Quimby và một người đứng xem trong Dorchester Bay.
- 2 tháng 7 - Không quân Đan Mạch được thành lập như một quân đoàn không quân.

### Tháng 9
- 8 tháng 9 - Không quân Argentina được thành lập như một trường dạy bay tại El Palomar, sân bay quân sự gần Buenos Aires.

### Tháng 10
- 16 tháng 10 - Quả bom được ném từ không khí đầu tiên được thực hiện trong Chiến tranh Balkan và được sử dụng bởi các phi công của Không quân Bulgaria là Radul Milkov và Prodan Toprakchiev tại nhà ga xe lửa Thổ Nhĩ Kỳ Karaagac (gần Edirne). Đây là lần đầu tiên máy bay như một máy bay ném bom (loại Albatros F.II).
- 22 tháng 10 - Quân đoàn bay Australia được thành lập.

### Tháng 11
- 12 tháng 11 - Một chiếc Curtiss Triad trở thành máy bay đầu tiên được phóng lên nhờ máy phóng máy bay, tại căn cứ Hải quân Hoa Kỳ là Washington Navy Yard.
- 19 tháng 11 - Không quân thực dân Italy được thiết lập với tên gọi Servizio d'Aviazione Coloniale.
- 28 tháng 11 - Tiểu đoàn không quân Italia được lệnh hoạt động đầy đủ (Flotta Aerea d'Italia).

## Chuyến bay đầu tiên

### Tháng 1
- 10 tháng 1 - Short S.36

### Tháng 2
- Royal Aircraft Factory BE.2 được điều khiển bởi người thiết kế là Geoffrey de Havilland.

### Tháng 3
- March 1 - AEA Cygnet